# Мекленбургіше-Зеенплатте (район)
Мекленбургіше-Зеенплатте (нім. Mecklenburgische Seenplatte) — район у Німеччині, у складі федеральної землі Мекленбург-Передня Померанія. Адміністративний центр — місто Нойбранденбург.

## Населення
Населення району становить 258 057 осіб (станом на 31 грудня 2020).

## Адміністративний поділ
Район складається з п'яти самостійних міст, однієї самостійної громади, а також 150 міст і громад (нім. Gemeinden), об'єднаних у 14 об'єднань громад (нім. Ämter).
Дані про населення наведені станом на 31 грудня 2020. Зірочками (*) позначені центри об'єднань громад.
Самостійні міста/громади:
1. Варен, місто * (21147)
2. Даргун, місто (4331)
3. Деммін, місто * (10523)
4. Нойбранденбург, місто (63372)
5. Нойштреліц, місто * (20151)
6. Фельдбергер-Зеенландшафт (4444)

Об'єднання громад:
| - 1. Деммін-Ланд (6877) [Центр: Деммін] 1. Беггеров (503) 2. Боррентін (784) 3. Варренцин (378) 4. Гоенболлентін (108) 5. Гоенмокер (455) 6. Заров (717) 7. Зіденбрюнцов (488) 8. Зоммерсдорф (234) 9. Кенцлін (210) 10. Клетцин (687) 11. Лінденберг (220) 12. Мезігер (241) 13. Носсендорф (653) 14. Утцедель (470) 15. Ферхен (383) 16. Шенфельд (346) - 2. Фрідланд (8342) 1. Галенбек (1086) 2. Генцков (Невірний параметр metadata 13071038) 3. Датцеталь (853) 4. Фрідланд (місто) * (6403) - 3. Мальхін-ам-Куммеровер-Зее (12075) 1. Базедов (683) 2. Гілов (1076) 3. Дуков (Невірний параметр metadata 13071030) 4. Куммеров (575) 5. Мальхін (місто) * (7341) 6. Нойкален (місто) (1747) 7. Фауленрост (653) - 4. Мальхов (10769) 1. Альт-Шверін (558) 2. Валов (477) 3. Герен-Леббін (631) 4. Зільц (363) 5. Мальхов (місто) * (6542) 6. Носсентінер-Гютте (644) 7. Пенков (266) 8. Фюнфзеен (1079) 9. Цислов (209) - 5. Мекленбургіше-Кляйнзеенплатте (7992) 1. Везенберг (місто) (3057) 2. Вустров (735) 3. Міров (місто) * (3883) 4. Пріперт (317) - 6. Нойштреліц-Ланд (7362) [Центр: Нойштреліц] 1. Бланкензее (1636) 2. Блуменгольц (773) 3. Вокуль-Дабелов (590) 4. Годендорф (226) 5. Гоенциріц (451) 6. Грюнов (287) 7. Карпін (844) 8. Кляйн-Філен (620) 9. Кратцебург (526) 10. Мелленбек (721) 11. Узерін (688) | - 7. Неферін (8778) 1. Безеріц (120) 2. Бланкенгоф (730) 3. Брунн (1040) 4. Воггерзін (514) 5. Вулькенцин (1525) 6. Неддемін (354) 7. Неферін * (1021) 8. Ноєнкірхен (1134) 9. Тролленгаген (898) 10. Цирцов (332) 11. Шпонгольц (743) 12. Штафен (367) - 8. Пенцлінер-Ланд (6755) 1. Анкерсгаген (507) 2. Куксзее (546) 3. Мелленгаген (1527) 4. Пенцлін (місто) * (4175) - 9. Ребель-Мюріц (14399) 1. Альтенгоф (332) 2. Боллевік (648) 3. Бухгольц (140) 4. Бютов (458) 5. Вреденгаген (Невірний параметр metadata 13071165) 6. Готтун (327) 7. Грабов-Белов (Невірний параметр metadata 13071046) 8. Грос-Келле (100) 9. Зітов (629) 10. Кіфе (145) 11. Лерц (497) 12. Лудорф (Невірний параметр metadata 13071091) 13. Ляйцен (484) 14. Массов (Невірний параметр metadata 13071095) 15. Мельц (336) 16. Пріборн (353) 17. Ребель/Мюріц (місто) * (4999) 18. Рехлін (2043) 19. Фінкен (509) 20. Фіпперов (Невірний параметр metadata 13071152) 21. Цепков (Невірний параметр metadata 13071168) 22. Шварц (362) 23. Штюр (247) - 10. Зеенландшафт-Варен (9464) [Центр: Варен] 1. Гоен-Вангелін (607) 2. Грабовгефе (1349) 3. Грос-Пластен (1045) 4. Каргов (682) 5. Клінк (1128) 6. Клокзін (312) 7. Мольцов (886) 8. Пенегаген (1067) 9. Торгелов-ам-Зее (445) 10. Фархентін (Невірний параметр metadata 13071149) 11. Фольратсруе (402) 12. Шлен-Дратов (881) 13. Ябель (660) | - 11. Штаргардер-Ланд (9811) 1. Бург-Штаргард (місто) * (5359) 2. Гольдорф (765) 3. Грос-Немеров (1150) 4. Кельпін (814) 5. Ліндеталь (1168) 6. Прагсдорф (555) - 12. Штафенгаген (11481) 1. Бреденфельде (185) 2. Бріггов (307) 3. Грамментін (246) 4. Гюльцов (407) 5. Іфенак (809) 6. Кіттендорф (289) 7. Кноррендорф (552) 8. Мельн (510) 9. Рітцеров (377) 10. Розенов (951) 11. Цеттемін (268) 12. Штафенгаген (місто) * (5721) 13. Юргенсторф (859) - 13. Трептовер-Толлензеевінкель (13523) 1. Альтенгаген (312) 2. Альтентрептов (місто) * (5221) 3. Бартов (452) 4. Брезен (518) 5. Брест (137) 6. Буров (943) 7. Вердер (554) 8. Вільдберг (496) 9. Вольде (550) 10. Гнефков (321) 11. Гольхен (280) 12. Грапцов (386) 13. Грішов (241) 14. Грос-Тецлебен (683) 15. Гюльц (521) 16. Зіденболлентін (553) 17. Крізов (299) 18. Пріпслебен (231) 19. Реквіц (276) 20. Тюцпац (549) - 14. Вольдег (6461) 1. Вольдег (місто) * (4308) 2. Грос-Мільцов (982) 3. Кубланк (166) 4. Нецка (225) 5. Петерсдорф (Невірний параметр metadata 13071116) 6. Фойгтсдорф (93) 7. Шенбек (465) 8. Шенгаузен (222) |